# 스릅스카 공화국의 마천루 목록
이 글은 스릅스카 공화국의 마천루 목록이다.

## 목록
|   | 이름                          | 위치     |
| - | ----------------------------- | -------- |
| 1 | 스릅스카 공화국 거버먼트 타워 | 바냐루카 |
| 2 | 스메르지크도즈그라티          | 바냐루카 |
| 3 | 차야브네프네보델              | 바냐루카 |

## 같이 보기
- 보스니아 헤르체고비나의 마천루 목록
- 크로아티아의 마천루 목록
- 북마케도니아의 마천루 목록
- 슬로베니아의 마천루 목록